# Tavernes Blanques
 (janvier 2025).
Si vous disposez d'ouvrages ou d'articles de référence ou si vous connaissez des sites web de qualité traitant du thème abordé ici, merci de compléter l'article en donnant les références utiles à sa vérifiabilité et en les liant à la section « Notes et références ».
Tavernes Blanques (en valencien et officiellement, ; Tabernes Blanques en castillan), est une commune d'Espagne de la province de Valence dans la Communauté valencienne. Elle est située dans la comarque de l'Horta Nord et dans la zone à prédominance linguistique valencienne.

## Géographie

Localisation de Tavernes Blanques
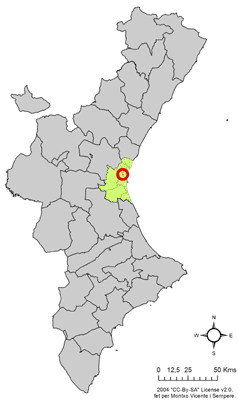
dans la Communauté valencienne.
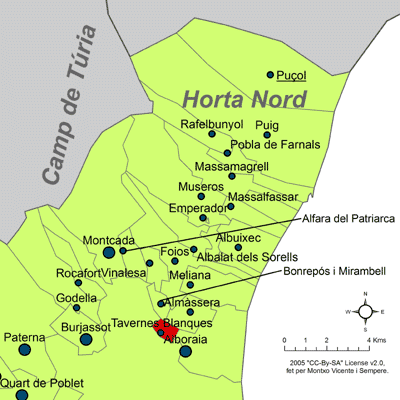
dans la comarque de l'Horta Nord.

### Localités limitrophes
Tavernes Blanques est limitrophe des communes suivantes : Alboraya, Almàssera, Bonrepòs i Mirambell et Valence, toutes situées dans la province de Valence.

## Démographie
| 1900 | 1910 | 1920 | 1930  | 1940  | 1950  | 1960  | 1970  | 1981  | 1991  | 2000  | 2005  |
| ---- | ---- | ---- | ----- | ----- | ----- | ----- | ----- | ----- | ----- | ----- | ----- |
| 607  | 784  | 960  | 1.663 | 2.115 | 2.182 | 3.270 | 4.264 | 7.191 | 8.012 | 8.453 | 9.186 |

## Administration

### Liste des maires depuis 1979
| Période   | Maire                   | Parti politique |
| --------- | ----------------------- | --------------- |
| 1979–1983 | Francisco Roig Salavert | PSPV-PSOE       |
| 1983–1987 | Francisco Roig Salavert | PSPV-PSOE       |
| 1987–1991 | Francisco Roig Salavert | PSPV-PSOE       |
| 1995–1999 | Miguel Jordá Morales    | PSPV-PSOE       |
| 1999–2003 | Miguel Jordá Morales    | PSPV-PSOE       |
| 2003–2007 | Arturo Ros Ribes        | PPCV            |
| 2007–2011 | Arturo Ros Ribes        | PPCV            |
| 2011–2015 | Arturo Ros Ribes        | PPCV            |
| 2015–2019 | Carmen Marco Aguilar    | PSPV-PSOE       |
| 2019–2023 | Carmen Marco Aguilar    | PSPV-PSOE       |
| 2023-act. | Arturo Ros Ribes        | PPCV            |

### Sources
- (es) Cet article est partiellement ou en totalité issu de l’article de Wikipédia en espagnol intitulé « Tavernes Blanques » (voir la liste des auteurs).
- (es) Varaciones de los municipios de España desde 1842, Ministerio de administraciones públicas, octobre 2008, 364 p. (lire en ligne) [PDF]